# Lagoa Mirim
Lagoa Mirim är en lagun i Brasilien, på gränsen till Uruguay. Den ligger i den södra delen av landet, 2 000 km söder om huvudstaden Brasília. Arean är 3,8 kvadratkilometer. Den sträcker sig 167,6 kilometer i nord-sydlig riktning, och 104,5 kilometer i öst-västlig riktning.
Följande samhällen ligger vid Lagoa Mirim:
- Jaguarão (29 613 invånare)

Trakten runt Lagoa Mirim är nära nog obefolkad, med mindre än två invånare per kvadratkilometer.